# Izz ad-Din Aibak
Izz ad-Din Aybak al-Turkomani (Thronname: al-Mu'izz Izz ad-Din Aybak / المعز عز الدين أيبك / al-Muʿizz ʿIzz ad-Dīn Aibak; † 1257) war ein türkischstämmiger Mameluk, der 1250 zum Sultan von Ägypten aufstieg. Sein Thronname war al-Malik al-Mu'izz.

## Leben
Nach der Ermordung des Ayyubidensultans Turan Schah (1249–1250) durch Faris ad-Din Aktay bestand unter den Mamluken zunächst Unklarheit über die Machtübernahme. Deshalb wurde die Herrschaft zunächst Schadschar ad-Dur angetragen, der Lieblingsfrau von as-Salih Ayyub (1240–1249).
Da diese von den Ayyubiden in Syrien aber nicht anerkannt wurde, beschlossen die Mamlukenemire, sie mit ihrem angesehenen Führer Aybak zu verheiraten. Aybak wurde nun Sultan und nahm den Thronnamen al-Malik al-Muizz an. Um die Legitimität seiner Herrschaft zu stärken, wurde der sechsjährige Ayyubidenprinz al-Aschraf Musa zum Mitsultan ernannt und Ägypten unter den „Schutz“ des Abbasidenkalifen in Bagdad gestellt. Allerdings behielt Schadschar ad-Dur weiter einen hohen Einfluss, indem sie die Kontrolle über die Staatsfinanzen behauptete.
Diese Maßnahmen konnten aber den Abfall von Syrien unter dem Ayyubiden an-Nasir Yusuf von Aleppo nicht verhindern. Nach der Besetzung von Damaskus stieß er nach Ägypten vor, wurde aber von den Mamluken unter General Aktay in der Schlacht von al-Kura am Nil entscheidend geschlagen (2. Februar 1251). Nach der Sicherung seiner Herrschaft wurde der Mitsultan al-Aschraf Musa 1254 abgesetzt und damit die Dynastie der Ayyubiden in Ägypten endgültig beseitigt.
Allerdings kam es bald zu Spannungen mit anderen Mamlukenemiren, die ebenfalls nach der Macht strebten. So wurde General Aktay 1254 ermordet, nachdem er einen großen Aufstand im Nildelta niedergeschlagen hatte. In den folgenden Auseinandersetzungen flohen Aktays Anhänger, u. a. Baibars, nach Jordanien zum Fürsten von Karak. Nach der Sicherung seiner Macht in Ägypten versuchte Aybak, seine Herrschaft auch auf Syrien auszudehnen. Als er aber ein Bündnis mit dem Herrscher von Mossul eingehen und dieses durch eine Heirat besiegeln wollte, wurde er von Schadschar ad-Dur, die um ihren politischen Einfluss fürchtete, 1257 ermordet.
Zum Nachfolger von Aybak wurde zunächst dessen Sohn Nur ad-Din Ali gewählt. Da er erst 15 Jahre alt war, übte Qutuz die Regentschaft aus, erhob sich aber nach kurzer Zeit schon selbst zum Sultan von Ägypten (1259–1260).